# D-Live!!
D-Live!! (ドライブ!!, DoRaibu!!) est un manga écrit et dessinée par Ryōji Minagawa, et paru au Japon pour la première fois en 2003 dans le magazine Shonen Sunday. Le tome 1 fut édité en France par Kabuto, le 21 février 2006. La série, terminée au Japon au bout de 15 volumes, est suspendue en France depuis le tome 5.

## Résumé
Satoru Ikaruga, lycéen en apparence ordinaire, est en fait membre de ASE, une agence qui se charge d'assurer des missions considérées comme impossibles, en s'appuyant sur des experts dans plusieurs domaines. Ikaruga est spécialisé dans la conduite de tout véhicule terrestre, aérien ou marin. Ce don fait de lui, malgré son jeune âge, un élément essentiel de la compagnie, et lui permet de mener à bien certaines missions très périlleuses. 